# Nuncjatura Apostolska w Zjednoczonych Emiratach Arabskich
Nuncjatura Apostolska w Zjednoczonych Emiratach Arabskich – misja dyplomatyczna Stolicy Apostolskiej w Zjednoczonych Emiratach Arabskich. Siedziba nuncjusza apostolskiego mieści się w Abu Zabi.

## Historia
Stolica Apostolska i Zjednoczone Emiraty Arabskie nawiązały stosunki dyplomatyczne w 2007, za pontyfikatu Benedykta XVI i od tego roku mianowani są papiescy dyplomaci przy władzach Zjednoczonych Emiratach Arabskich. Początkowo w tym kraju akredytowani byli nuncjusze apostolscy w Kuwejcie.
W 2022 papież Franciszek utworzył Nuncjaturę Apostolską w Zjednoczonych Emiratach Arabskich. Jej oficjalnego otwarcia dokonał 2 lutego 2022 substytut do spraw ogólnych Sekretariatu Stanu abp Edgar Peña Parra. 3 stycznia 2023 mianowany został pierwszy nuncjusz apostolski rezydujący w Abu Zabi.

## Nuncjusze apostolscy w Zjednoczonych Emiratach Arabskich
- abp Bulus Mundżid al-Haszim (2007 - 2009) Libańczyk; nuncjusz apostolski w Kuwejcie
- abp Petar Rajič (2010 - 2015) Chorwat; nuncjusz apostolski w Kuwejcie
- abp Francisco Padilla (2016 - 2020) Filipińczyk; nuncjusz apostolski w Kuwejcie
- abp Christophe El-Kassis (2023 - nadal) Libańczyk